# Szwecja na Zimowych Igrzyskach Olimpijskich 1952
Szwecję na Zimowych Igrzyskach Olimpijskich 1952 reprezentowało 65 zawodników: 56 mężczyzn i dziewięć kobiet. Był to szósty start reprezentacji Szwecji na zimowych igrzyskach olimpijskich.

## Zdobyte medale
| Medal | Zawodnik | Dyscyplina          | Konkurencja                 | Rezultat                                                                  |
| ----- | --- | ------------------- | --------------------------- | ------------------------------------------------------------------------- |
| Brąz  | Nils Täpp, Sigurd Andersson, Enar Josefsson, Martin Lundström | Biegi narciarskie   | sztafeta 4 × 10 km mężczyzn | 2:24:13,0 h                                                               |
| Brąz  | Thord Flodqvist, Lars-Åke Svensson, Göte Almqvist, Hans Andersson-Tvilling, Stig Andersson-Tvilling, Åke Andersson, Lars Björn, Göte Blomqvist, Erik Johansson, Gösta Johansson, Rune Johansson, Sven Johansson, Holger Nurmela, Hans Öberg, Lars Pettersson, Sven Thunman | Hokej na lodzie     | turniej mężczyzn            | w dodatkowym meczu o brązowy medal pokonali reprezentację Czechosłowacji. |
| Brąz  | Carl-Erik Asplund | Łyżwiarstwo szybkie | bieg na 10 000 m mężczyzn   | 17:16,6 min                                                               |
| Brąz  | Karl Holmström | Skoki narciarskie   | indywidualnie               | 219,5 pkt                                                                 |

## SKład kadry

### Biegi narciarskie
Mężczyźni
| Zawodnik                                                   | Konkurencja        | czas    | Pozycja |
| ---------------------------------------------------------- | ------------------ | ------- | ------- |
| Nils Karlsson                                              | Bieg na 18 km      | 1:02:24 | 5.      |
| Nils Täpp                                                  | Bieg na 18 km      | 1:03:35 | 7.      |
| Gunnar Östberg                                             | Bieg na 18 km      | 1:03:44 | 9.      |
| Enar Josefsson                                             | Bieg na 18 km      | 1:05:10 | 13.     |
| Erik Elmsäter                                              | Bieg na 18 km      | 1:13:46 | 56.     |
| Lars-Erik Efverström                                       | Bieg na 18 km      | 1:14:19 | 58.     |
| Nils Karlsson                                              | Bieg na 50 km      | 3:39:30 | 6.      |
| Anders Törnqvist                                           | Bieg na 50 km      | 3:49:22 | 10.     |
| Gunnar Eriksson                                            | Bieg na 50 km      | 3:55:45 | 12.     |
| Arthur Herrdin                                             | Bieg na 50 km      | 3:57:46 | 13.     |
| Nils Täpp Sigurd Andersson Enar Josefsson Martin Lundström | Sztafeta 4 × 10 km | 2:24:13 | brąz    |

Kobiety
| Zawodnik                | Konkurencja   | czas    | Pozycja |
| ----------------------- | ------------- | ------- | ------- |
| Märta Norberg           | Bieg na 10 km | 42:53,0 | 4.      |
| Margit Albrechtsson     | Bieg na 10 km | 45:05,0 | 8.      |
| Eivor Alm               | Bieg na 10 km | 45:20,0 | 9.      |
| Sonja Edström-Ruthström | Bieg na 10 km | 45:41,0 | 11.     |

### Bobsleje
Mężczyźni
| Osada | Zawodnik                                                          | Konkurencja | Ślizg 1 | Ślizg 2 | Ślizg 3 | Ślizg 4 | Łącznie | Pozycja |
| ----- | ----------------------------------------------------------------- | ----------- | ------- | ------- | ------- | ------- | ------- | ------- |
| SWE-1 | Olle Axelson Jan de Man Lapidoth                                  | Dwójki      | 1:24,30 | 1:23,92 | 1:23,46 | 1:24,09 | 5:35,77 | 8.      |
| SWE-2 | Kjell Holmström Nils Landgren                                     | Dwójki      | 1:25,76 | 1:25,84 | 1:25,65 | 1:25,57 | 5:42,82 | 15.     |
| SWE-1 | Kjell Holmström Felix Fernström Nils Landgren Jan de Man Lapidoth | Czwórki     | 1:19,11 | 1:19,90 | 1:17,28 | 1:18,72 | 5:15m01 | 6.      |
| SWE-2 | Gunnar Åhs Börje Ekedahl Lennart Sandin Gunnar Garpö              | Czwórki     | 1:18,84 | 1:19,93 | 1:18,66 | 1:20,43 | 5:17,86 | 7.      |

### Hokej na lodzie
Reprezentacja mężczyzn
| - Göte Almqvist - Åke Andersson - Hans Andersson-Tvilling - Stig Andersson-Tvilling - Lars Björn - Göte Blomqvist - Thord Flodqvist - Erik Johansson - Gösta Johansson |  | - Rune Johansson - Sven Johansson - Holger Nurmela - Hans Öberg - Lars Pettersson - Lars Svensson - Sven Thunman - Åke Lassas |

Reprezentacja Szwecji zdobyła brązowy medal.

### Tabela końcowa
| Drużyna           | M | Mecze | Mecze | Mecze | Bramki | Bramki | Bramki | Pkt | Uwagi |
| Drużyna           | M | W     | R     | P     | +      | -      | +/-    | Pkt | Uwagi |
| ----------------- | - | ----- | ----- | ----- | ------ | ------ | ------ | --- | ----- |
| Kanada            | 8 | 7     | 1     | 0     | 71     | 14     | +57    | 15  |       |
| Stany Zjednoczone | 8 | 6     | 1     | 1     | 43     | 21     | +22    | 13  |       |
| Szwecja           | 8 | 6     | 0     | 2     | 48     | 19     | +29    | 12  |       |
| Czechosłowacja    | 8 | 6     | 0     | 2     | 47     | 18     | +29    | 12  |       |
| Szwajcaria        | 8 | 4     | 0     | 4     | 40     | 40     | 0      | 8   |       |
| Polska            | 8 | 2     | 1     | 5     | 21     | 56     | -35    | 5   |       |
| Finlandia         | 8 | 2     | 0     | 6     | 21     | 60     | -39    | 4   |       |
| Niemcy            | 8 | 1     | 1     | 6     | 21     | 53     | -32    | 3   |       |
| Norwegia          | 8 | 0     | 0     | 8     | 15     | 46     | -31    | 0   |       |

Wyniki
| 15 lutego 1952 | Szwecja | 9:2 | Finlandia | Dæhlenenga |

| Godzina: 19:00 |  | (2:0,5:2,2:0) |  | Sędzia główny: Dwars Sędziowie liniowi: Christensen |

| 16 lutego 1952 | Szwecja | 17:1 | Polska | Jordal Amfi |

| Godzina: 21:00 |  | (1:0,9:1,7:0) |  | Sędzia główny: Narvestad Sędziowie liniowi: Bernhard |

| 17 lutego 1952 | Szwecja | 4:2 | Norwegia | Jordal Amfi |

| Godzina: 17:00 |  | (2:1,1:0,1:1) |  | Sędzia główny: Bernhard Sędziowie liniowi: Tencza |

| 18 lutego 1952 | Szwecja | 7:3 | Niemcy | Jordal Amfi |

| Godzina: 21:00 |  | (3:2,0:0,4:1) |  | Sędzia główny: Beranek Sędziowie liniowi: Sandsund |

| 21 lutego 1952 | Szwecja | 4:2 | Stany Zjednoczone | Jordal Amfi |

| Godzina: 17:00 |  | (1:0,0:0,3:2) |  | Sędzia główny: Leacock Sędziowie liniowi: Beranek |

| 22 lutego 1952 | Kanada | 3:2 | Szwecja | Jordal Amfi |

| Godzina: 21:00 |  | (1:2,1:0,1:0) |  | Sędzia główny: Bernhard Sędziowie liniowi: Hauser |

| 23 lutego 1952 | Szwecja | 5:2 | Szwajcaria | Jordal Amfi |

| Godzina: 17:00 |  | (1:1,4:0,0:1) |  | Sędzia główny: Tencza Sędziowie liniowi: Dwars |

| 24 lutego 1952 | Czechosłowacja | 4:0 | Szwecja | Jordal Amfi |

| Godzina: 17:00 |  | (2:0,2:0,0:0) |  | Sędzia główny: Hauser Sędziowie liniowi: Leacock |

### Mecz dodatkowy o brązowy medal
| 25 lutego 1952 | Szwecja | 5:3 | Czechosłowacja | Jordal Amfi |

| Godzina: 17:00 |  | (0:2, 1:1, 4:0) |  | Sędzia główny: Leacock Sędziowie liniowi: Narvestad |

### Kombinacja norweska
Mężczyźni
| Zawodnik             | Konkurencja   | Bieg narciarski | Bieg narciarski | Bieg narciarski | Skoki narciarskie | Skoki narciarskie | Skoki narciarskie | Skoki narciarskie | Skoki narciarskie | Łącznie | Pozycja |
| Zawodnik             | Konkurencja   | Czas biegu      | Pozycja         | Punkty          | Skok 1            | Skok 2            | Skok 3            | Punkty            | Pozycja           | Łącznie | Pozycja |
| -------------------- | ------------- | --------------- | --------------- | --------------- | ----------------- | ----------------- | ----------------- | ----------------- | ----------------- | ------- | ------- |
| Erik Elmsäter        | Indywidualnie | 1:13:46         | 16.             | 198,667         | 61,0              | 59,5              | 62,0              | 199,00            | 11.               | 397,667 | 13.     |
| Lars-Erik Efverström | Indywidualnie | 1:14:19         | 17.             | 196,667         | 59,5              | 59,0              | 60,5              | 193,00            | 15.               | 389,667 | 17.     |

### Łyżwiarstwo figurowe
| Zawodnik                    | Konkurencja   | Nota | Pozycja |
| --------------------------- | ------------- | ---- | ------- |
| Britta Lindmark Ulf Berendt | Pary sportowe | 78,8 | 12.     |

### Łyżwiarstwo szybkie
Mężczyźni
| Zawodnik          | Konkurencja   | Konkurencja   | Konkurencja    | Konkurencja    | Konkurencja    | Konkurencja    | Konkurencja      | Konkurencja      |
| Zawodnik          | Bieg na 500 m | Bieg na 500 m | Bieg na 1500 m | Bieg na 1500 m | Bieg na 5000 m | Bieg na 5000 m | Bieg na 10 000 m | Bieg na 10 000 m |
| Zawodnik          | Czas          | Miejsce       | Czas           | Miejsce        | Czas           | Miejsce        | Czas             | Miejsce          |
| ----------------- | ------------- | ------------- | -------------- | -------------- | -------------- | -------------- | ---------------- | ---------------- |
| John Wickström    |               |               | 2:27,6         | 26.            | 8:47,2         | 18.            |                  |                  |
| Gunnar Ström      | 45,6          | 23.           | 2:25,8         | 19.            |                |                |                  |                  |
| Bengt Malmsten    | 46,6          | 31.           |                |                |                |                |                  |                  |
| Stig Lindberg     | 45,9          | 25.           |                |                |                |                |                  |                  |
| Göthe Hedlund     |               |               |                |                | 8:39,2         | 11.            | 17:39,2          | 9.               |
| Gunnar Hallkvist  |               |               |                |                |                |                | 18:20,9          | 20.              |
| Sigvard Ericsson  |               | 2:23,4        | 8.             | 8:40,8         | 14.            | 17:52,8        | 13.              |                  |
| Mats Bolmstedt    | 44,8          | 12.           |                |                |                |                |                  |                  |
| Carl-Erik Asplund |               |               | 2:22,6         | 4.             | 8:30,7         | 6.             | 17:16,6          | brąz             |

### Narciarstwo alpejskie
Mężczyźni
Zjazd
| Zawodnik         | Czas            | Miejsce         |
| ---------------- | --------------- | --------------- |
| John Fredriksson | 2:44,5          | 23.             |
| Åke Nilsson      | 2:47,0          | 27.             |
| Sixten Isberg    | 2:53,4          | 34.             |
| Stig Sollander   | Dyskwalifikacja | Dyskwalifikacja |

Slalom specjalny
| Zawodnik         | Czas 1-go przejazdu | Czas 2-go przejazdu | Łączny czas | Pozycja |
| ---------------- | ------------------- | ------------------- | ----------- | ------- |
| Stig Sollander   | 1:00,4              | 1:02,2              | 2:02,6      | 5.      |
| Olle Dalman      | 1:04,3              | 1:04,5              | 2:08,8      | 15.     |
| Åke Nilsson      | 1:06,1              | 1:03,4              | 2:09,5      | 18.     |
| John Fredriksson | 1:06,0              | 1:05,9              | 2:11,9      | 24.     |

Slalom gigant
| Zawodnik         | Czas   | Pozycja |
| ---------------- | ------ | ------- |
| Stig Sollander   | 2:32,6 | 6.      |
| Åke Nilsson      | 2:37,0 | 21.     |
| Sixten Isberg    | 2:42,3 | 30.     |
| John Fredriksson | 2:55,9 | 49.     |

Kobiety
Zjazd
| Zawodniczka         | Czas   | Miejsce |
| ------------------- | ------ | ------- |
| Sarah Thomasson     | 1:55,5 | 18.     |
| Margareta Jacobsson | 1:58,2 | 25.     |
| Ingrid Englund      | 2:01,3 | 29.     |

Slalom specjalny
| Zawodniczka         | Czas 1-go przejazdu | Czas 2-go przejazdu | Łączny czas | Pozycja |
| ------------------- | ------------------- | ------------------- | ----------- | ------- |
| Sarah Thomasson     | 1:09,9              | 1:08,4              | 2:18,3      | 12.     |
| Margareta Jacobsson | 1:10,4              | 1:10,2              | 2:20,6      | 16.     |
| Kerstin Ahlqvist    | 1:10,8              | 1:12,5              | 2:23,3      | 20.     |
| Ingrid Englund      | 1:14,8              | 1:13,9              | 2:28,7      | 27.     |

Slalom gigant
| Zawodniczka         | Czas            | Pozycja         |
| ------------------- | --------------- | --------------- |
| Sarah Thomasson     | 2:18,4          | 21.             |
| Kerstin Ahlqvist    | 2:21,4          | 26.             |
| Ingrid Englund      | 2:29,9          | 32.             |
| Margareta Jacobsson | Dyskwalifikacja | Dyskwalifikacja |

### Skoki narciarskie
Mężczyźni
| Skoczek        | Skok 1    | Skok 2    | Nota  | Pozycja |
| Skoczek        | odległość | odległość | Nota  | Pozycja |
| -------------- | --------- | --------- | ----- | ------- |
| Karl Holmström | 67,0      | 65,5      | 219,5 | brąz    |
| Hans Nordin    | 63,5      | 61,5      | 206,5 | 11.     |
| Bror Östman    | 66,5      | 65,0      | 187,0 | 32.     |
| Thure Lindgren | 63,0      | 62,5      | 175,5 | 40.     |